# Metrosidereae
Metrosidereae é uma tribo pertencente à família das mirtáceas. Tem os seguintes géneros:

## Géneros
- Mearnsia Merr.
- Metrosideros Banks ex Gaertn.
- Tepualia Griseb.